# 香港重案實錄之西環浮屍
《香港重案實錄之西環浮屍》是香港一部驚慄電影，於1995年9月21日上映，片長90分鐘，故事改編自1994年在香港西環發生的西環浮屍案，由林義雄擔任導演及編劇，黄港強監製，名威影業有限公司出品，唯美電影製作有限公司製作，東方電影發行有限公司發行。
本片亦是導演林義雄在其執導的2部奇案片之中其中一部代表作。
雖然本片在上映時票房不佳，但隨着近年港產片時代的影碟瀕瀕絕版，本片再次成為奇案片影迷的採購對象，最終本片在2004年由成人片代理商城訊再次推出影碟。

## 劇情
該片由真人真事改編，題材取自1994年香港西環浮屍案，講述西環海港附近有人發現了一具無頭及被鋸去了四肢，只剩半身的女性浮屍。兇殺組督察歐振球雖屢破辣手奇案，卻對這宗無頭浮屍兇案感到束手無策。
幾天後，飯店老闆李偉民不見妻子多時，四處找尋不獲，向警方報案。向歐振球道出其妻燕與其弟李建民不合的家庭內幕。歐振球剛巧在李偉民家中一次小解時，無意中找到一些血跡成為了丁點兒的破案線索，追查下終於揭發一個叔嫂慘劇...
| 演員     | 角色               | 備註                             |
| -------- | ------------------ | -------------------------------- |
| 歐陽震華 | 歐振球 / 歐 Sir    | 兇殺組督察，負責該案的調查員     |
| 吳毅將   | 李建民             | 殺害李偉民妻子的兇手             |
| 鍾淑慧   | 胡美燕             | 李偉民妻子，案中死者             |
| 楊玉梅   | 阿梅               | 李建民女友                       |
| 黃允材   | 李偉民             | 飯店老闆，胡美燕丈夫，李建民之兄 |
| 關海山   | 李偉民，李建民之父 |                                  |
| 夏 萍    | 李偉民，李建民之母 |                                  |
| 溫燕虹   | 女警               | 探員，歐振球的下屬               |

## 電影分級
該片在香港被分類為第三級，未滿18歲人士不得觀看。